# Franz Sales Meyer

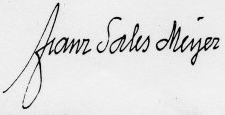
Signatur von Franz Sales Meyer, 1915

Franz Sales Meyer (* 9. Dezember 1849 in Kenzingen im Breisgau; † 6. November 1927 in Karlsruhe) war ein deutscher Buchautor, Dichter, Maler und Professor für Ornamentik.

## Leben und Wirken
Franz Sales Meyer wurde 1849 in der Kenzinger Eisenbahnstraße 8 geboren. Von 1866 bis 1868 besuchte er das Lehrerseminar in Meersburg. Er wechselte dann an das Polytechnikum Karlsruhe, wo er 1871 seine Ausbildung zum Gewerbelehrer beendete. 1873 wurde er Lehrer für Ornamentik an der großherzoglichen Kunstgewerbeschule Karlsruhe, wo er 1878 zum Professor ernannt wurde. Von dort aus entfaltete er ab 1883 seine über den deutschen Sprachraum hinaus wirksame und bedeutende Tätigkeit als Fachschriftsteller mit vielfach neu aufgelegten Büchern u. a. zu verschiedenen Baugewerken und zur Ornamentik.
1871 inszenierte er anlässlich der Beendigung des Deutsch-Französischen Krieges in Kenzingen ein viel bestauntes Feuerwerk.

### Verschönerung von Meersburg
1884 verfasste er den ersten Meersburger Stadtführer und fertigte, unter anderem mit Unterstützung des Meersburger Verschönerungsvereins, Karl Hoffackers und Hans Thomas, 1907 eine Denkschrift zur Verbesserung des Meersburger Stadtbildes. Im Jahr 1911 erstellte er einen Pflanzplan für den Friedhof Meersburg.
Auf seine Anregungen, den mittelalterlichen Charakter der Stadt zu bewahren, gehen zurück:
- der Erhalt des östlichen Dobels
- der Erhalt des Fachwerks
- der terrassierte Stadtgarten in der Burgweganlage
- Steigstraße und Kirchgasse (heute Winzergasse)
- die freie Westansicht der Kirchgasse.

Aufgrund seiner über 50-jährigen Verbundenheit zum Ort erhielt er 1915 die Ehrenbürgerschaft. Franz Sales Meyer starb 1927 in Karlsruhe.

## Auszeichnungen
- 1885: Ehrenbürger der Stadt Kenzingen[4][5]
- 1915: Ehrenbürger der Stadt Meersburg

## Werke (Auswahl)
- Ornamentale Formenlehre. Eine systematische Zusammenstellung des Wichtigsten aus dem Gebiete der Ornamentik zum Gebrauch für Schulen, Musterzeichner, Architekten und Gewerbetreibende. Grossherzoglich Badische Kunstgewerbeschule in Karlsruhe. Seemann, Leipzig 1883. (Auflage von 1886: Digitalisat auf mediatum.ub.tum.de, abgerufen am 31. Januar 2024)
- Systematisch geordnetes Handbuch der Ornamentik: Zum Gebrauche für Musterzeichner, Architekten, Schulen und Gewerbetreibende sowie zum Studium im Allgemeinen. Seemanns Kunsthandbücher Bd. 1. Seemann, Leipzig 1888. Digitalisat
  - Handbuch der Ornamentik. 12. Aufl. Seemann, Leipzig 1927. (Digitalisat auf austria-forum.org, abgerufen am 31. Januar 2024) – Nachdruck: Seemann, Leipzig 1986.
  - Amerikanisch: Handbook of ornament. With three hundret plates (...). Paul Wenzel & Maurice Krakow, New York [ca. 1920]. Digitalisat auf archive.org, abgerufen am 31. Januar 2024.
  - Englisch: Handbook of ornament. A grammar of art industrial and architectural designing in all its branches for practical as well as theoretical use. Dover, New York 1957.
- Handbuch der Liebhaberkünste zum Gebrauche für alle, die einen Vorteil davon zu haben glauben. Seemann, Leipzig 1890. Reprint: Zentralantiquariat der DDR, Leipzig 1983.
- mit Theodor Krauth: Der Schlosser der Neuzeit, 100 Brüstungs- und Balkongitter sowie Treppengeländer. Otto Maier, Ravensburg 1890.
- mit Theodor Krauth: Das Schreinerbuch, zwei Bände. E. A. Seemann, Leipzig 1890. – Reprint: Hansebooks, Norderstedt 2017, ISBN 978-3-7446-2794-8. – 4. durchgesehene und vermehrte Auflage unter dem geänderten Titel: Die gesamte Möbelschreinerei. Mit besonderer Berücksichtigung der kunstgewerblichen Form. E.A. Seemann, Leipzig 1902. – Reprints: Edition libri rari Schäfer, Hannover 1980; Nikol Verlag, Hamburg 2021, ISBN 978-3-86820-654-8.
- mit Theodor Krauth: Das Zimermannsbuch (Band 1: Text). E. A. Seemann, Leipzig 1893. (Digitalisat auf digi.ub.uni-heidelberg.de, abgerufen am 31. Januar 2024)
- mit Theodor Krauth: Handbuch der Schmiedekunst: Zum Gebrauche für Schlosser und Kunstschmiede, gewerbliche und kunstgewerbliche Schulen, Architekten und Musterzeichner. Seemann, Leipzig 1888 (Digitalisat); 2., verm. Aufl. 1893. (Nachdruck: Waltrop / Leipzig, Manucriptum 1998, ISBN 978-3-933497-17-8)
- Jaennickes Handbuch der Aquarellmalerei. Neubearbeitung von Franz Sales Meyer. 9. Aufl., P. Neff, Eßlingen am Neckar 1923.
- Handbuch der Perspektive in 100 Paragraphen mit 203 Abbildungen. Mit einer geometrischen Vorschule und einem Anhang über Axonometrie. P. Neff, Eßlingen am Neckar 1922.
- mit Eugen Bischoff (Hrsg.): Die Festdekoration in Wort und Bild. Seemann, Leipzig 1897.
- Die Feuerwerkerei als Liebhaberkunst. Leipzig 1898. (Inhaltsverzeichnis auf feuerwerk-raketen.de, abgerufen am 31. Januar 2024)
- Die Haupt- und Residenzstadt Karlsruhe, ein Führer für deren Gäste. 3. und 4. Tsd. Selbstverlag der Stadt, Karlsruhe 1898.